# ده دراز (بلخ)
ده دراز (به لاتین: Deh Deraz) یک منطقهٔ مسکونی در افغانستان است که در ولایت بلخ واقع شده‌است.